# خلبان‌ماهی
خلبان‌ماهی (نام علمی: Naucrates ductor) نام یک گونه از تیره گیش‌ماهیان است.